# 신담수
신담수(1976년 5월 7일 ~ )는 대한민국의 배우이다.

## 학력
- 대신고등학교

## 출연작

### 드라마
- 《로드 넘버원》 (2010년, MBC) - 이근배 역
- 《푸른거탑》 (2012년, tvN) - 나희승 병장, 신담수 부대대장 역
  - 《푸른거탑 제로》 (2013년, tvN) - 306보충대 구대장 나희승 병장, 신병교육대 군의관 PD 역
  - 《푸른거탑 리턴즈》 (2014년, tvN) - 나희승 병장 역
- 《오만과 편견》 (2014년, MBC) - 장공철 역
- 《써클: 이어진 두 세계》 (2017년, tvN) - 최 형사 역
- 《명불허전》 (2017년, tvN) - 최연경의 아버지 역
- 《크리미널 마인드》 (2017년, tvN) - 정도일 역
- 《빙상의 신》 (2018년, 웹드라마) - CF감독 역
- 《으라차차 와이키키》 (2018년, JTBC) - 탁명환 역
- 《위대한 유혹자》 (2018년, MBC) - 담임 역
- 《나의 아저씨》 (2018년, tvN) - 정찬모 상무 역
- 《무법 변호사》 (2018년, tvN)
- 《친애하는 판사님께》 (2018년, SBS) - 황태훈 역
- 《복수가 돌아왔다》 (2018년, SBS) - 김명호 역
- 《열혈사제》 (2019년, SBS) - 이명수 역
- 《닥터 탐정》 (2019년, SBS) - 고 부장 역
- 《악마가 너의 이름을 부를 때》 (2019년, tvN) - 음주운전자 역 (특별출연)
- 《동백꽃 필 무렵》 (2019년, KBS) - 국과수 연구원 역
- 《신병》 (2022년, ENA) - 지호진 역
- 《천원짜리 변호사》 (2022년, SBS) - 양상구 역
- 《종말의 바보》 (2024년, Netflix) - 수사팀장 역

### 영화
- 《그녀들의 방》 (2009년) - 정준성 역
- 《죽여주는 이야기》 (2015년)
- 《표적》 (2014년) - 취객 역
- 《미씽: 사라진 여자》 (2016년) - 충청도 경찰 역
- 《택시운전사》 (2017년) - 신 기사 역
- 《탐정: 리턴즈》 (2018년) - 중국집 주방장 역
- 《그대 이름은 장미》 (2019년) - 음치취객 2 역